# Tilloy British Cemetery
Le Tilloy British Cemetery  est un cimetière militaire de la Première Guerre mondiale, situé sur le territoire de la commune de Tilloy-lès-Mofflaines, dans le département du Pas-de-Calais, à l'est d'Arras.

## Localisation
Ce cimetière est situé Rue de Wancourt, à l'entrée sud-est de la commune, juste à côté du cimetière communal.

## Histoire

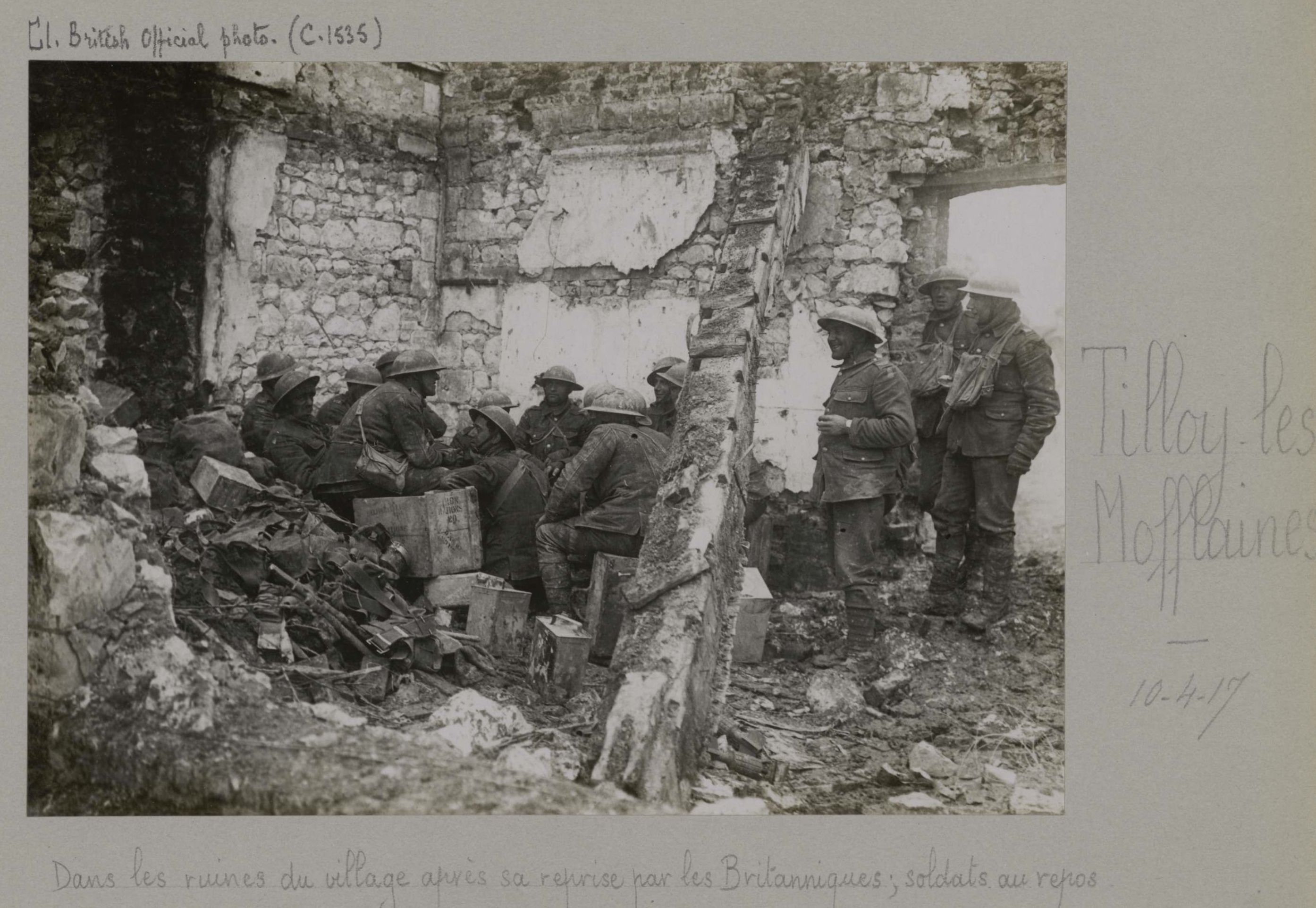
Soldats briatanniques au repos après la prise de Tilloy-lès-Mofflaines le 10 avril 1917.

Tilloy-lès-Mofflaines est occupée par les troupes allemandes dès fin août 1914 et le secteur marquera la fin de la progression allemande devant Arras.
En avril 1917, les alliés lancent la Bataille d'Arras en vue de reconquérir le secteur. Tilloy-Les-Mofflaines est prise par les troupes du Commonwealth le 9 avril 1917 .
Le secteur sera de nouveau perdu fin mars 1918 lors de l'Offensive du printemps de l'armée allemande, puis repris définitivement fin août suivant.
Le cimetière fut commencé en avril 1917 pour inhumer les victimes  des combats des premiers jours la Bataille d'Arras. Il fut de nouveau utilisé en août 1918 lors de la libération définitive de la commune.
Ce cimetière comporte aujourd'hui les tombes de 1 642 de soldats du Commonwealth de la Première Guerre mondiale. Il y a également 2 tombes de soldats allemands 
,.

## Caractéristiques
Ce vaste cimetière a un plan pentagonal dont le plus grand côté mesure 100 m. Il est entièrement clos d'un muret de briques. Il a été conçu par l'architecte britannique Edwin Lutyens.

## Sépultures
| Pays             | Sépultures |
| ---------------- | ---------- |
| Royaume-Uni      | 1 472      |
| Australie        | 91         |
| Canada           | 61         |
| Nouvelle-Zélande | 3          |
| Afrique du Sud   | 15         |
| Allemagne        | 2          |
| Total            | 1 644      |

## Galerie

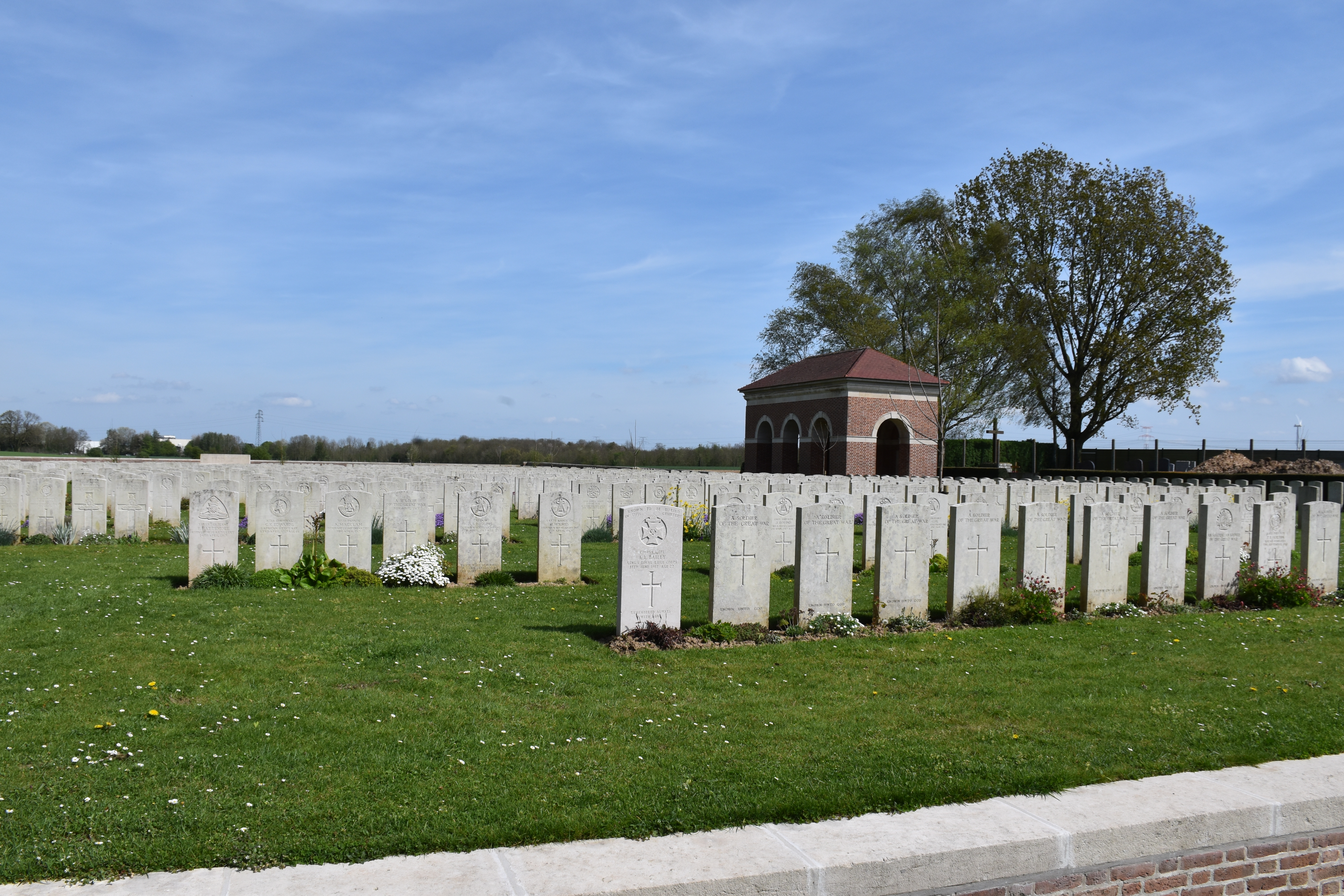
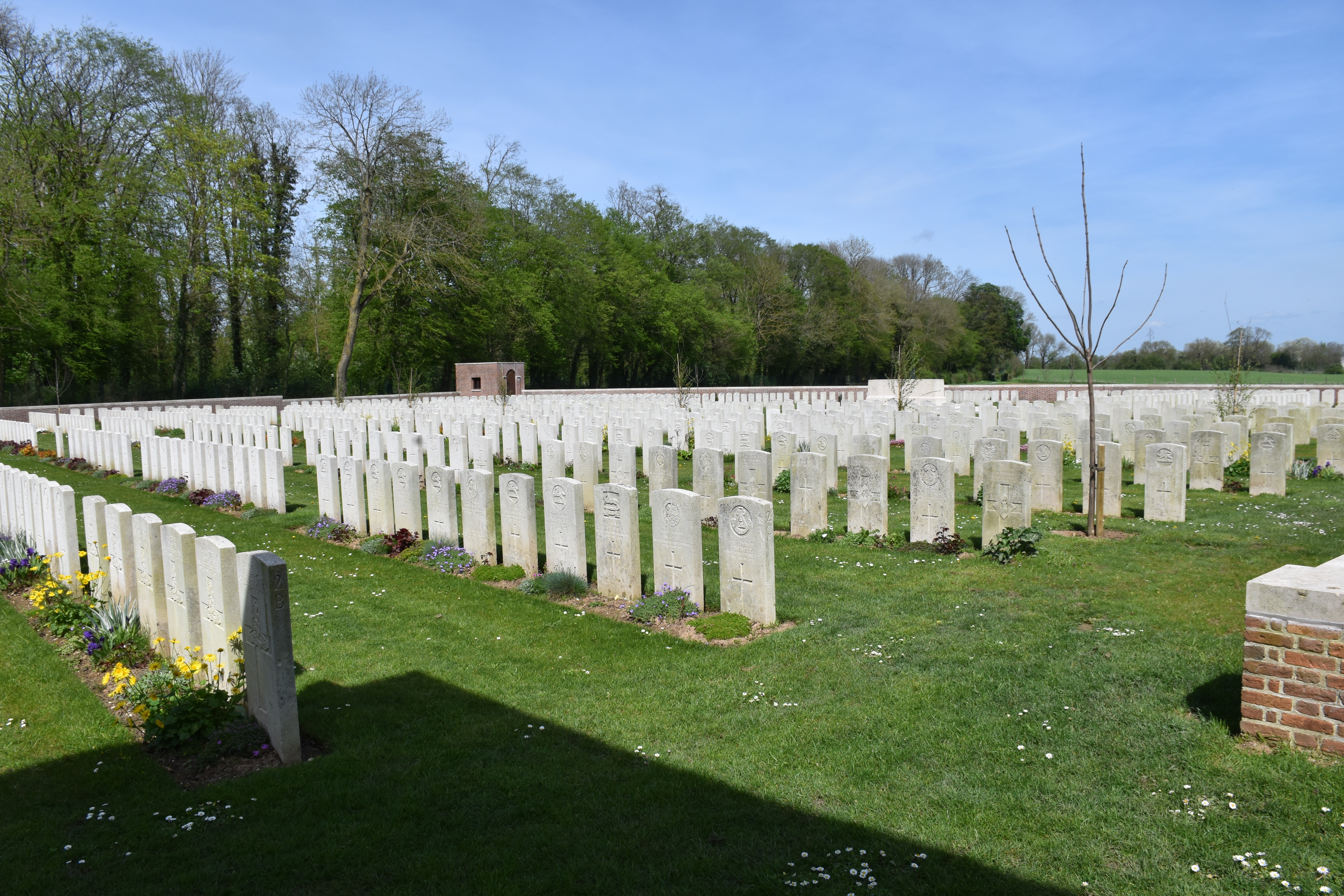
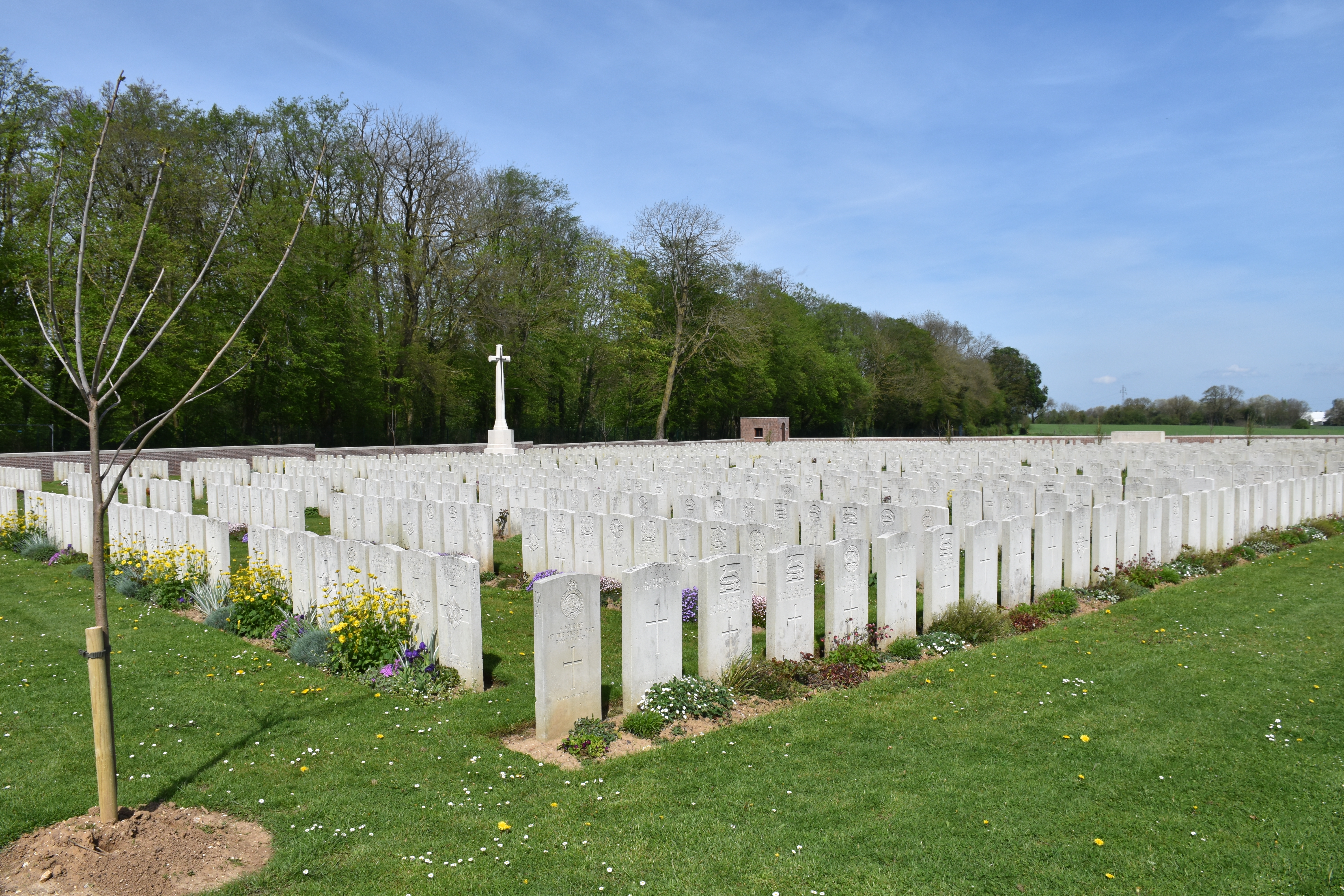
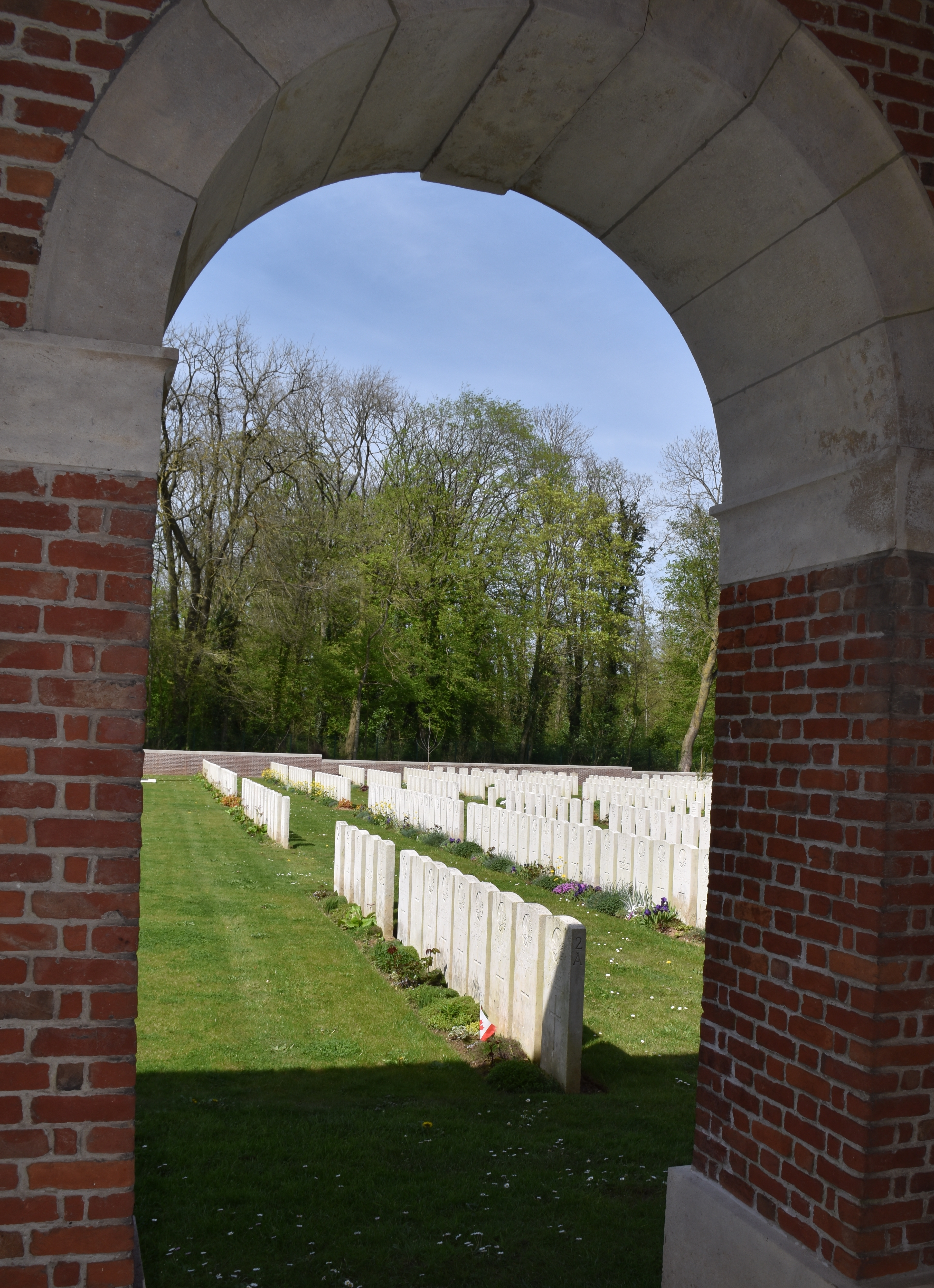
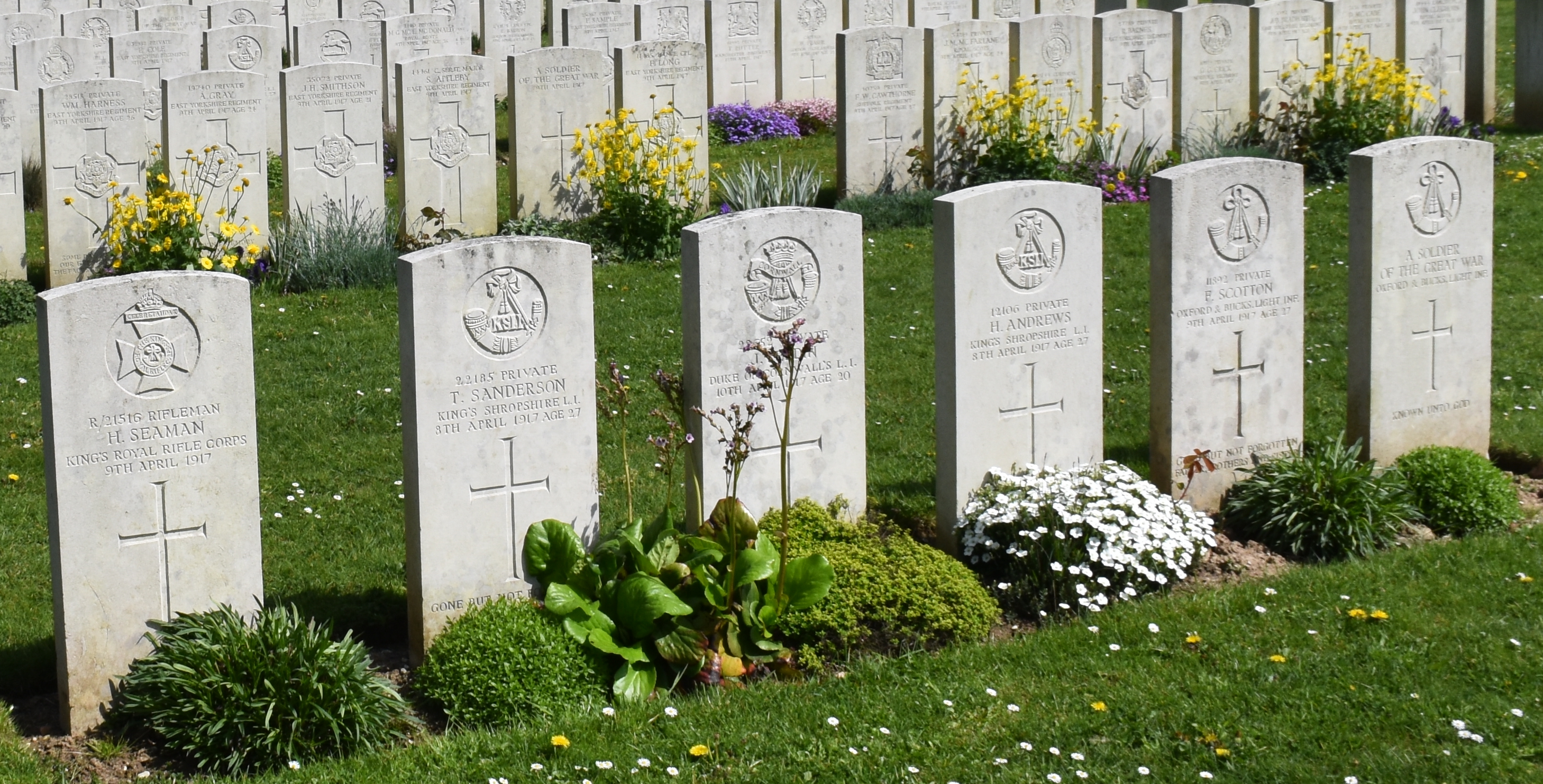
Tomes de soldats britanniques tombés en avril 1917 dans les premiers jours de la Bataille d'Arras.
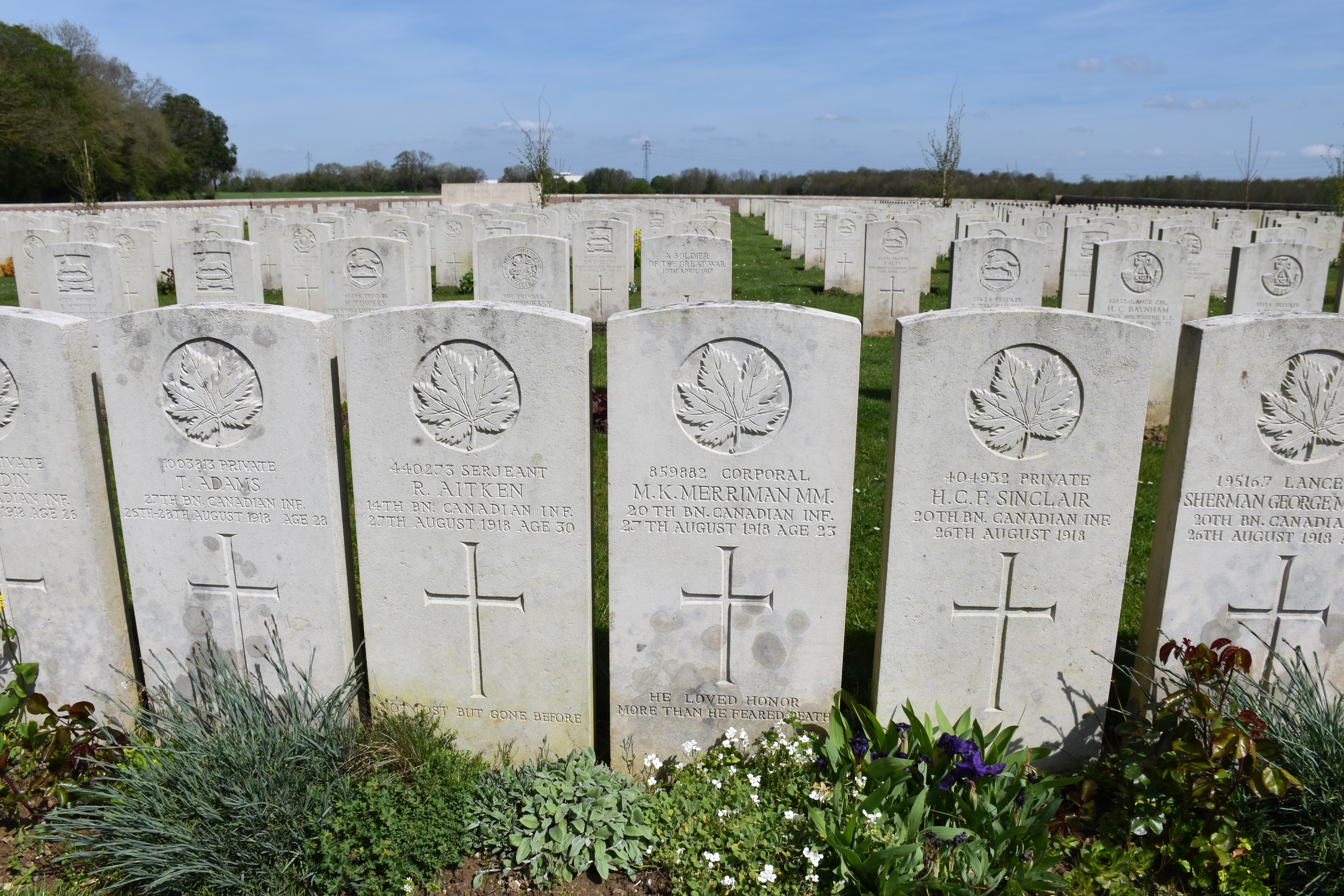
Tombes de soldats canadiens tombés le 26 août 1918 lors de la libération définitive de Tilloy.

## Pour approfondir